# Maranatha Football Club
El Maranatha Football Club és un club de futbol togolès de la ciutat de Fiokpo. Juga els seus partits a l'Estadi Municipal de Womé. El nom del club, Maranatha, significa Jesús retorna en hebreu.

## Palmarès
- Lliga togolesa de futbol:[3]
  - 2006, 2011
- Copa togolesa de futbol:[4]
  - 2003